# Gnaphalium baicalense
Gnaphalium baicalense là một loài thực vật có hoa trong họ Cúc. Loài này được Kirp. & Kuprian. ex Kirp. mô tả khoa học đầu tiên năm 1960.